# Gwiezdny przypływ
Gwiezdny przypływ (tyt. oryg. Startide Rising) – powieść science fiction amerykańskiego pisarza Davida Brina, druga część cyklu Wspomaganie. Powieść ukazała się w 1983 r., polskie wydanie, w tłumaczeniu Zbigniewa Królickiego i Andrzeja Sawickiego, wydał Rebis w 1994 r. Powieść otrzymała nagrody: Nebula w 1983 r. oraz Hugo i Locus w 1984 r.

## Fabuła
Ziemski statek kosmiczny Streaker odkrywa flotę kosmiczną należącą do Pierwszej Rasy, Progenitorów, którzy stworzyli rozumne życie w całej Galaktyce. Największa w dziejach armada liczy pięćdziesiąt tysięcy gwiazdolotów wielkości Księżyca. Załoga informuje o tym Ziemię. Transmisję odbiera połowa ras Galaktyki, które natychmiast wysyłają swoje statki na poszukiwanie Streakera.